# Cecilio Sánchez del Pando
Cecilio Sánchez del Pando (1888-1950) fue un fotógrafo y periodista español.

## Biografía
Sevillano de origen onubense, llegaría a ser uno de los principales reporteros gráficos de Sevilla. Se inició en el oficio de la mano del fotoperiodista Carlos Olmedo. Fue corresponsal durante la guerra del Rif, llegando a cubrir gráficamente el Desastre de Annual de 1921. También realizó numerosos reportajes gráficos sobre el mundo de la tauromaquia. Tras el estallido de la Guerra civil pasó a ser fotógrafo del periódico falangista F.E., lo que le permitió realizar abundantes reportajes del bando sublevado y convertirse en fotógrafo oficial de la Sección Femenina de Sevilla. A lo largo de su carrera llegó a colaborar con los diarios El Liberal de Sevilla, F.E., Sevilla y El Liberal de Madrid, así como con las revistas Bética, La Unión Ilustrada —en su edición sevillana— y La Hormiga de Oro de Barcelona. Falleció en 1950.